# سي آر سي للنشر
سي آر سي للنشر (بالإنجليزية: CRC Press)‏ هي مجموعة نشر أمريكية متخصصة في إنتاج الكتب التقنية. العديد من كتبهم تتعلق بالهندسة والعلوم والرياضيات. يشمل نطاقها أيضًا كتبًا عن الأعمال والطب الشرعي وتكنولوجيا المعلومات. أصبحت سي آر سي بريس الآن قسمًا من تايلور أند فرانسي، وهي نفسها شركة تابعة لأنفورما.

## القصة
تأسست مطبعة سي آر سي باسم شركة المطاط الكيميائي ( CRC ) في عام 1903 من قبل الأخوة آرثر وليو وإيمانويل فريدمان في كليفلاند، أوهايو، بناءً على مشروع سابق من قبل آرثر، الذي بدأ بيع مآزر المختبر المطاطية في عام 1900.  توسعت الشركة تدريجياً لتشمل بيع معدات المختبرات للكيميائيين. في عام 1913، قدمت سي آر سي كتيبًا قصيرًا (من 116 صفحة) يسمى دليل المطاط كحافز لأي عملية شراء لعشرات المآزر.  منذ ذلك الحين تطور دليل المطاط ليصبح الكتاب الرائد لاتفاقية حقوق الطفل، كتيب سي آر سي للكيمياء والفيزياء.
في عام 1964، قررت شركة شيميكال روبر التركيز على مشاريع النشر الخاصة بها ، وفي عام 1973، غيرت الشركة اسمها إلى سي آر سي بريس، أي إن سي، وخرجت من مجال التصنيع ، حيث خرجت من هذا الخط باسم شركة لاب للأجهزة. 
في عام 1986، تم شراء مطبعة سي آر سي من قبل شركة تيم ميرور. بدأت تيم ميرور في استكشاف إمكانية بيع سي آر سي بريس في عام 1996، وفي ديسمبر أعلنت بيع سي آر سي لشركة مشاريع المعلومات.  في عام 2003، أصبحت سي آر سي جزءًا من تايلور أند فرانسي، والتي أصبحت في عام 2004 جزءًا من الناشر البريطاني انفورما. 